# 克吕西
克吕西（法語：Clucy，法語發音：[klysi]）是法国汝拉省的一个市镇，位于该省东北部，属于隆斯勒索涅区。

## 地理
克吕西（46°56'47"N, 5°54'13"E）面积5.13 平方千米，位于法国勃艮第-弗朗什-孔泰大區汝拉省，该省份为法国东部内陆省份，北起上索恩省，西北接科多尔省，西临索恩-卢瓦尔省，南至安省，东与杜省和瑞士接壤。
与克吕西接壤的市镇（或旧市镇、城区）包括：萨兰莱班、塞尔南、热赖斯。

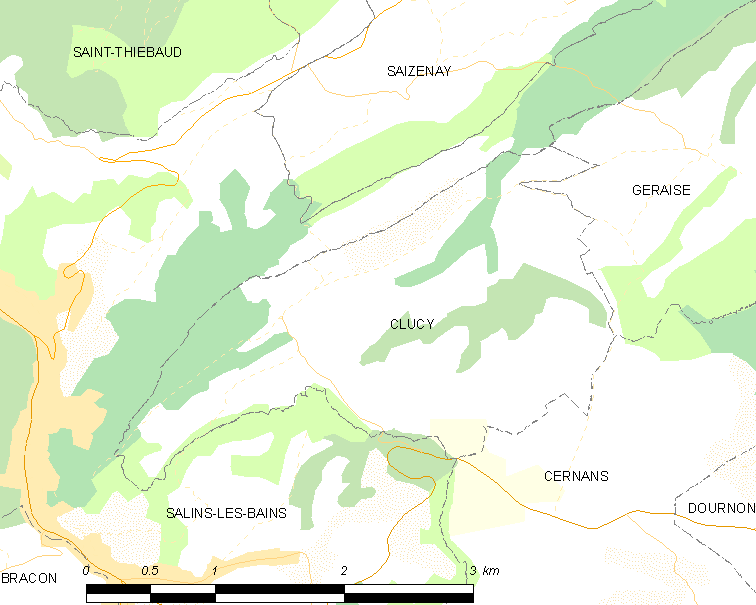
克吕西的OSM定位图

克吕西的时区为UTC+01:00、UTC+02:00（夏令时）。

## 行政
克吕西的邮政编码为39110，INSEE市镇编码为39155。

## 政治
克吕西所属的省级选区为阿尔布瓦县。

## 人口

1962-2008年间克吕西人口变化图示

克吕西于2022年1月1日时的人口数量为70人。